# Puerto deportivo de Bueu
El Puerto Deportivo de Bueu se encuentra integrado dentro del propio puerto de Bueu (Pontevedra).

## Información general
La entrada al puerto no ofrece mayores dificultades que la propia entrada a la ría, que cuenta con los canales de accesos que se describen a continuación. 
La primera de ellas pasa entre el bajo Fagilda y el Picamillo. Se sondean entre 9,40 y 15,00 metros y es la principal para entrar por la boca del NW. Para tomar este paso llega con llevar enfilado por la popa y a 325º el monte Facho. En Corrubedo, con más saliente cara al mar de la península del Grove.
El segundo de los canales pasa entre los bajos de Camoucos y la isla de Ons. Apenas tiene 0,3 m de ancho y se sondea entre 7 y 15 metros. Estos bajos están balizados con luz roja durante la noche, así que no habrá más que mediar el paso entre la isla de Ons y la baliza. Si pasado el canal se quiere seguir navegando hacia el sur, la isla de Ons, habrá que darle a ésta una distancia de, al menos, 400 metros.
El tercer canal es el que pasa por la boca SW, es el más seguro y el único abordable con cualquier tipo de mar.
Es una población eminentemente pesquera del sur de la Ría de Pontevedra.

## Accesibilidad
Por el este: PO-551 que la comunica con Marín.
Por el Oeste: PO-315 que lo comunica con Moaña
- Datos: Q6092028